# محمد شوقي أفندي

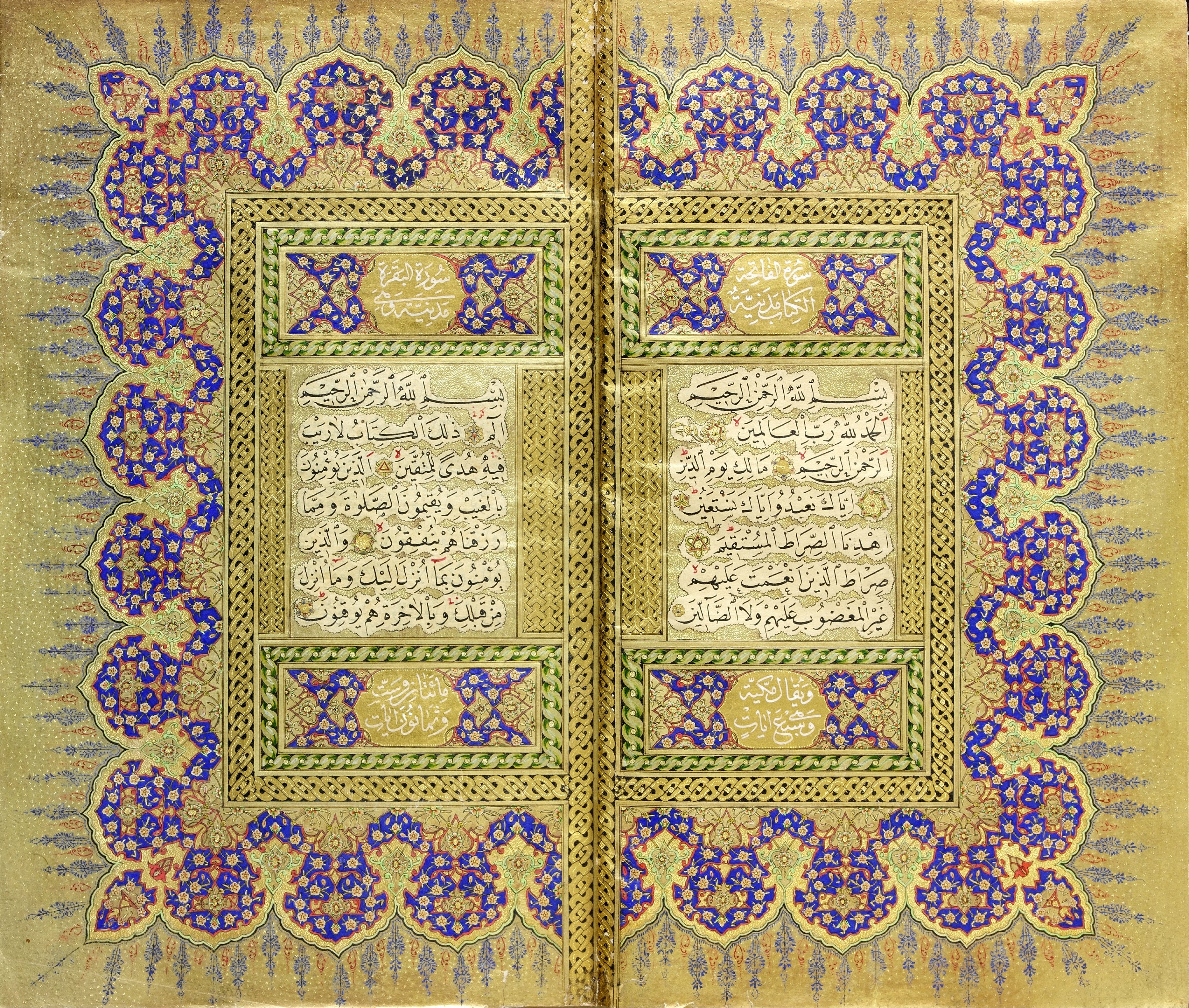
من آثار الخطاط شوقي - من مقتنيات متحف صاقب صابونجي في إسطنبول.

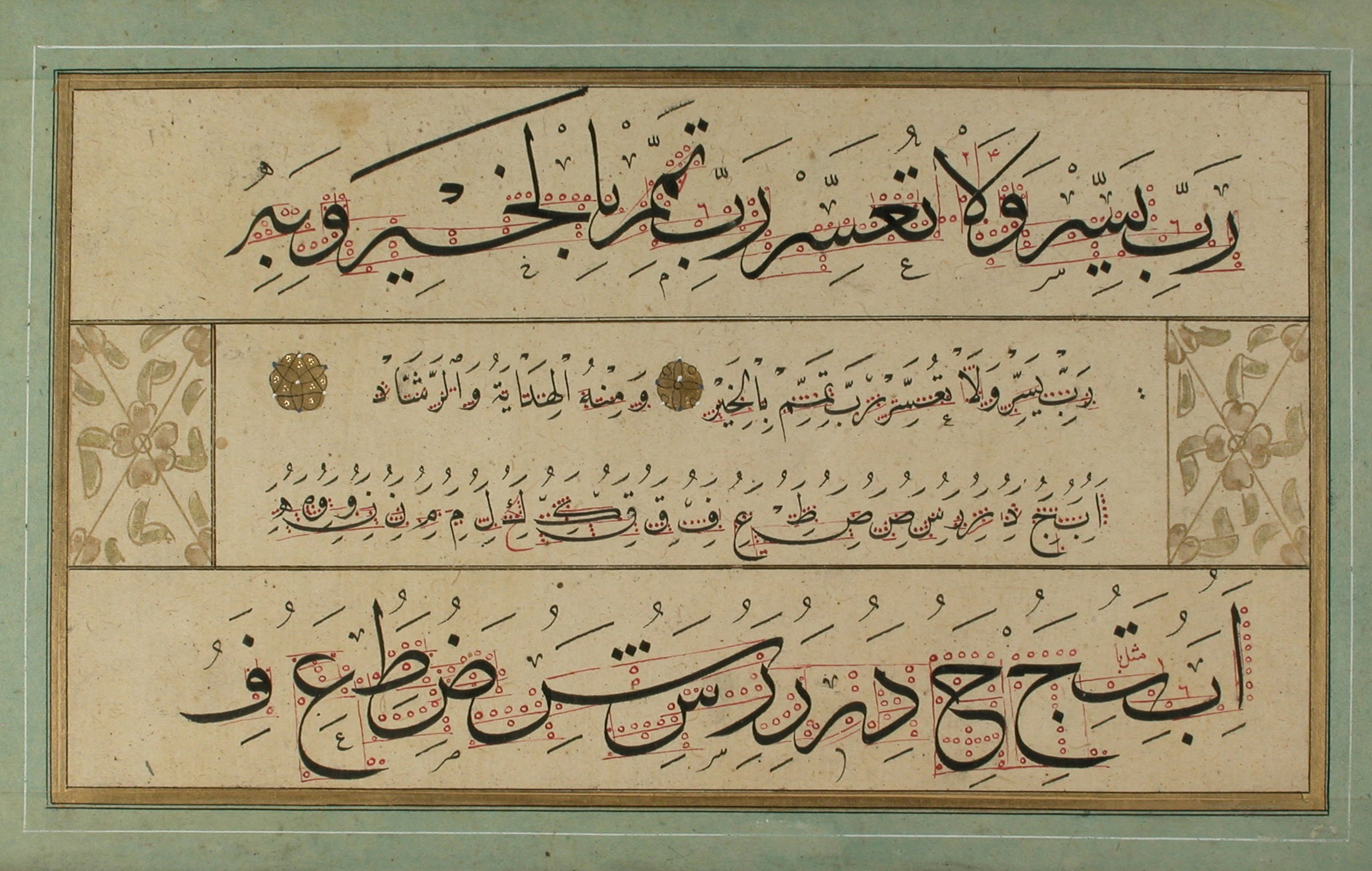

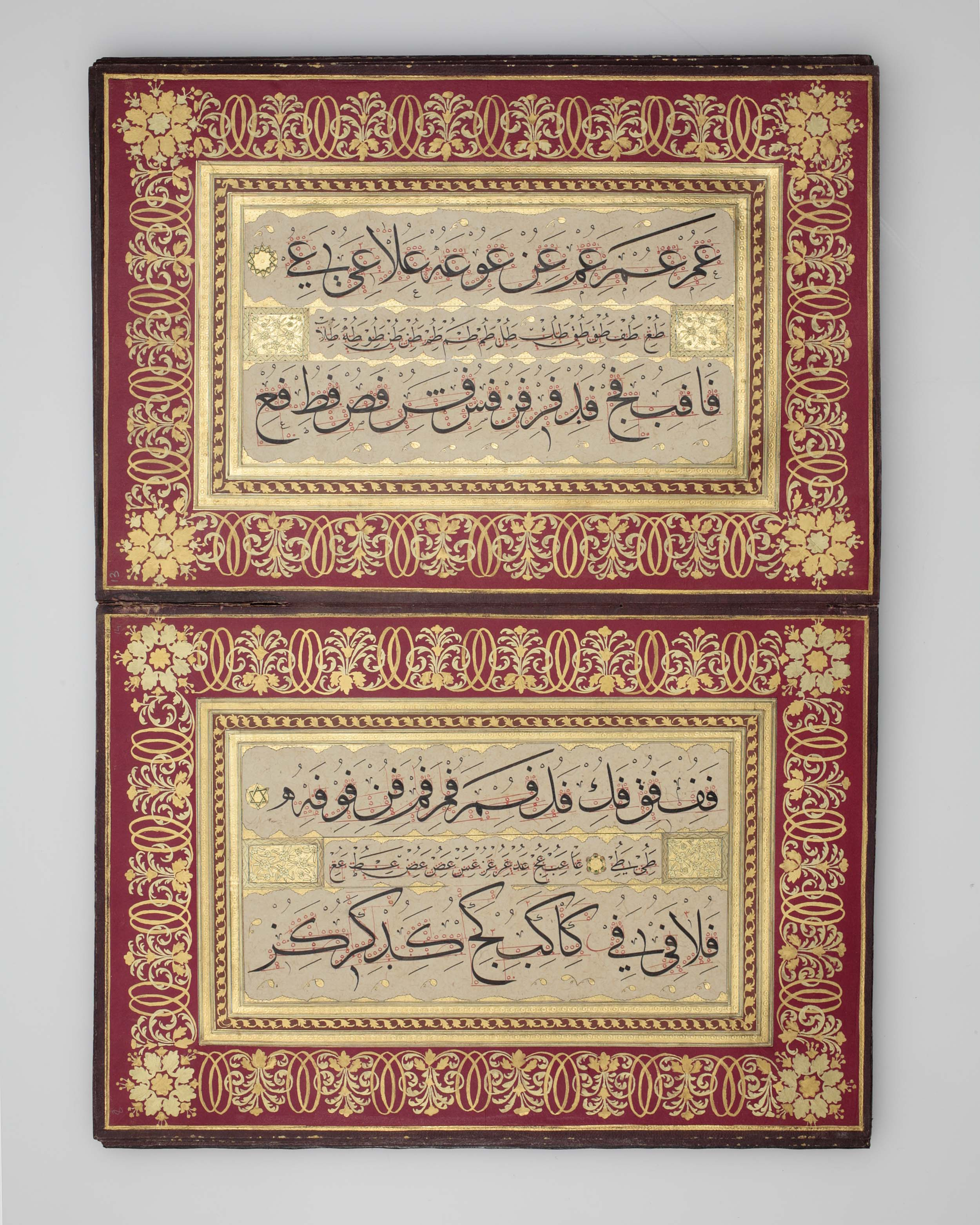

محمد شوقي أفندي (1245- 1304 هـ / 1829- 1887 م) هو خطاط عثماني شهير، صاحب مدرسة في الخط العربي عُرفت به، اشتَهر بكتابة المصحف الشريف، وقد خطَّ خمسة وعشرين مصحفًا.

## ولادته ونشأته
ولد شوقي في قرية سيّدلر (بتشديد الياء) من قرى قسطموني على البحر الأسود سنة 1245 هـ الموافق 1829م، والده تاجر اسمه أحمد آغا، وجده عثمان آغا أحد موظفي السلطان سليم الثالث، توفي والداه وعمره ثلاث سنوات، وانتقل هو وأخته إلى مدينة إسطنبول مع خاله محمد خلوصي، درس في مدرسة أكسراي يوسف باشا، ودرس الخط على يد خاله محمد خلوصي (توفي في 1291هـ / 1874م)، حيث تعلم على يديه خطوط: الثلث والنسخ والرقاع، ونال منه الإجازة في 1257هـ / 1841م وهو في عمر اثنا عشر سنة، وخلوصي أفندي هو أول من عُيِّن حافظًا للكتب في مكتبة قوجه راغب باشا المشهورة في إسطنبول، كما كان في نفس الوقت معلمًا صادقًا ملهمًا في فن الخط تخرج على يديه عدد كبير من الخطاطين، في حين كان نفسه على درجة متوسطة في فن الخط، ولأجل هذا قال لابن أخته شوقي بعد أن شهد فيه موهبة واستعدادًا للتقدم في فن الخط: «هذا هو ما استطعت أن أعلمك إياه في هذا الفن، وعلي أن آخذك إلى قاضي العسكر مصطفى عزت أفندي، وعليك أن تواظب على دروسه حتى تتقدم في الخط». وكشف خلوصي بذلك عن فضله واعترافه بقدر الآخرين، غير أن شوقي قال له: «لن أذهب إلى معلم آخرَ غيرك»، وحظِيَ بدعائه له بالخير والفلاح، فكان ذلك الدعاء هو السبب في ظهور طريقة أخرى في فن الخط عُرفت فيما بعد باسم «مدرسة شوقي»، لأن شوقي أفندي لو قدر له ينزل على رغبة خاله ويبدأ المواظبة على دروس قاضي العسكر مصطفى عزت أفندي لكان كل الذي حدث أن أضيف باسمه اسم جديد إلى سلسلة الأساتذة المنسوبين «لمدرسة قاضي العسكر» من أمثال شفيق بك، ومحسن زاده عبد الله بك، وعبد الله الزهدي أفندي، وحسن رضا أفندي.

## عمله وتعليمه
ابتكر شوقي لنفسه طريقة استلهمها من أعمال كبار الخطاطين وعلى رأسهم الحافظ عثمان  وإسماعيل زهدي ومصطفى راقم، وقد روي أنه كان يقول: «لقد علموني الخط في عالم الأحلام»، وقد حظي شوقي أفندي بشهرة يستحقها؛ فقد كانت خطوطه على درجة عالية من الدقة والعناية تصل أحيانًا إلى حد التكلف، ولكنها كانت رشيقة جذابة، ولهذا السبب كشف صديقه المقرب سامي أفندي عن حقيقة عندما قال: «إن شوقي لا يسيء رسم الحرف حتى ولو شاء ذلك»، ويعد شوقي صاحب آخر مدرسة في خطي الثلث والنسخ وما زال أسلوبه يجذب الكثيرين حتى اليوم، وبلغت طريقة شوقي ذروة اكتمالها بعد العام 1290هـ/ 1873م.
وقد عمل شوقي أفندي معلمًا لخط الرقعة في المدرسة العسكرية التي كانت في حي بايزيد في إسطنبول وعُرفت باسم «منشئ كتاب عسكري» وهي المدرسة التي كانت تقوم على تخريج الكتاب العسكريين، كما عمل في غيرها من المدارس العسكرية، أما وظيفته الأساسية فقد كانت في «قلم التحريرات بنظارة الحربية»، وعمل في الوقت ذاته بتعليم الخط لأبناء السلطان عبد الحميد الثاني مدَّة عامين ونصف العام في مدرسة الأمراء في حي يلدز، كما تلمذ على يديه السلطان محمد الخامس (رشاد) عندما كان أميرًا.
وقد كتب شوقي أفندي خمسة وعشرين مصحفًا وعددًا من دلائل الخيرات والأوراد والحليات والمرقعات والقطع، إضافة إلى لوحات الثلث الجلي، وله كتابات بخطي الثلث والنسخ في متحف طوب قابي ومتحف دار الآثار التركية الإسلامية ومكتبة السليمانية ومتحف فن الخط التركي في ساحة بايزيد في حي فاتح بإسطنبول، كما كتب عدة شواهد قبور منها قبر خاله خلوصي أفندي.
وكان شوقي أفندي يكتب خطوطه كلها بنفس القدر من الدقة والعناية، وبصرف النظر عن قدر طالبيها، كما فعل الشيء نفسه في الأمشاق التي أعدها لتعليم تلاميذه، وكان لا يقبل أكثر من عشرة تلاميذ حتى يقضي معهم ما يكفي من الوقت ولا يقبل طلبة جددًا حتى يجيز هؤلاء العشرة، وقد كان يخصص صباح يوم الجمعة (يوم الإجازة حينئذ) لطلبته حتى وقت الصلاة لمراجعة الأمشاق.

## تلاميذه
- الحاج أحمد عارف البقال الفليبوي (ت 1327هـ / 1909م).
- محمد فهمي أفندي (ت 1915م).
- رفعت أفندي (ت 1949م).[3]
- قيزانلقلي محمد خلوصي أفندي (ت 1908م).[6]
- محمد شكري (نحو 1895م).
- ضياء الدين أفندي وفريد بيك (نحو 1930م).[2]

## صفاته
كان محمد شوقي رجلًا فاضلًا عفيفًا، فقد تبيَّن من «دفاتر النفقات والمصروفات» التي كان يسجِّل فيها ما يتعلَّق بمصروفاته وظهرت بعد وفاته، أنه عاش على راتبه الذي كان يتقاضاه من وظيفته الرسمية، أما النقودُ التي كان يقدِّمها طالبو خطوطه ولوحاته طواعية ودون أن يطلب فقد كان يرسلها رواتبَ لثلاثين من المحتاجين في قريته التي ولد فيها.

## تكريمه
حصل على النيشان المجيدي من الدرجة الثانية والثالثة في يونيو 1883/ شعبان 1300هـ.

## وفاته
توفي محمد شوقي في 13 شعبان 1304هـ الموافق 7 أيار 1887م، ودُفن إلى جوار خاله ومعلمه خلوصي في مقبرة مركز أفندي، وقد كتب شاهدة قبره ابنُه وتلميذه محمد سعيد بيك.